# Associazione Calcio Nuova Valdagno
Associazione Calcio Nuova Valdagno foi uma agremiação esportiva, fundada em 1926, e sediada em Valdagno, em Vicenza.
Viveu o seu período de máxima popularidade no curso dos anos 1950, quando militou na Série B com o nome de A.C. Marzotto.

## História
O futebol em Valdagno nasceu, em 1926 no âmbito do lanifício Marzotto, que possui sede na citadina vêneta, e da política da Ópera Nacional Dopolavoro (OND). O nome do clube era Dopolavoro Aziendale Marzotto (DAM) Valdagno. Até 1935, ano da primeira promoção à Série C, participou de campeonatos regionais.
O DAM Valdagno se manteve na Série C até depois da guerra. Em 1946, assumiu o nome de Associazione Calcio Marzotto e, na difícil temporada de 1947-1948, ficou em segundo, mantendo-se na categoria apesar da radical reforma do campeonato.
Vencendo a Série C, de 1950-1951, após o desempate contra a Palazzolo, o Marzotto conseguiu o acesso à Série B. Para o comando do time, é chamado o ex-treinador da Juventus, Jesse Carver, que conseguiu salvar a equipe do rebaixamento na última rodada da temporada 1951-1952. Na temporada seguinte, foi uma das primeiras da província e do inteiro Vêneto. Ficou no quinto lugar, à frente do Vicenza.
Na temporada 1960-1961, poucas temporadas após ter alcançado o ápice da sua história, o quarto lugar na Série B, em 1957-1958, com a presença do artilheiro Pietro Biagioli, o Marzotto precipitou para a Série C ao ficar na última colocação. Embora tenha tido o reforço de Čestmír Vycpálek, no comando da equipe, o time não voltaria mais à Série B. Percorreu somente a Série B, em 1965-1966, à qual foi um certame disputadíssimo. Em um confronto na última rodada, no estádio das Flores, Fausto Gadolla, presidente do Savona, promovido à Série B, morreu de infarto.
Em 1970, o Valdagno caiu para a Série D e mudou de nome para "A.C. Valdagno", mas a marca do lanifício permaneceu nas camisas até 1998, antes do clube cair, dois anos depois, para o Interregional. Nos últimos anos a equipe, após ter cedido, em 1998, os direitos esportivos ao Thiene, dando vida à Associazione Calcio  Thienevaldagno, foi refundada como Associazione Calcio Nuova Valdagno. Em 2009, conquistou a histórica promoção para o Campeonato de Excelência. Na temporada sucessiva retornou ao Campeonato de Promoção. Desde 21 de setembro de 2011, o advogado Enzo Urbani é o novo presidente.
Em 25 de abril de 2012, com três rodadas de antecipação, o Valdagno volta à Excelência ao vencer o Grupo A da Promoção Vêneta.

## Cronologia
- Série B: 10 anos (última vez em 1961)
- Série C: 29 anos (última vez em 1997)
- Série D: 17 anos (última vez em 1998)